# Nucella
Nucella is een geslacht van weekdieren uit de klasse van de Gastropoda (slakken).

## Soorten
- Nucella canaliculata (Duclos, 1832)
- Nucella dubia (Krauss, 1848)
- Nucella emarginata (Deshayes, 1839)
- Nucella freycinetii (Deshayes, 1839)
- Nucella fuscata (Forbes, 1850)
- Nucella heyseana (Dunker, 1882)
- Nucella lamellosa (Gmelin, 1791)
- Nucella lapillus (Linnaeus, 1758)
- Nucella lima (Gmelin, 1791)
- Nucella ostrina (Gould, 1852)
- Nucella rolani (Bogi & Nofroni, 1984)
- Nucella squamosa (Lamarck, 1816)
- Nucella wahlbergi (Krauss, 1848)